# Storbritannien i olympiska sommarspelen 2004
Storbritannien i olympiska sommarspelen 2004 bestod av 264 idrottare som blivit uttagna av Storbritanniens olympiska kommitté.

## Badminton
| Idrottare                      | Gren        | Sextondelsfinaler                           | Åttondelsfinaler                     | Kvartsfinaler                 | Semifinaler                         | Final                                      | Final            |
| Idrottare                      | Gren        | Motståndare Resultat                        | Motståndare Resultat                 | Motståndare Resultat          | Motståndare Resultat                | Motståndare Resultat                       | Placering        |
| ------------------------------ | ----------- | ------------------------------------------- | ------------------------------------ | ----------------------------- | ----------------------------------- | ------------------------------------------ | ---------------- |
| Richard Vaughan                | Herrsingel  | Vasconcelos (POR) W 15-5, 15-5              | Shon (KOR) L 9-15, 4-15              | Gick inte vidare              | Gick inte vidare                    | Gick inte vidare                           | Gick inte vidare |
| Anthony Clark Nathan Robertson | Herrdubbel  | Ngernsrisuk/Prapakamol (THA) W 15-5, 15-9   | Hian/Limpele (INA) L 7-15, 12-15     | Gick inte vidare              | Gick inte vidare                    | Gick inte vidare                           | Gick inte vidare |
| Tracey Hallam                  | Damsingel   | Schenk (GER) W 11-7, 6-11, 11-9             | Martin (DEN) W 11-2, 5-11, 13-10     | Audina (NED) L 0-11, 9-11     | Gick inte vidare                    | Gick inte vidare                           | Gick inte vidare |
| Kelly Morgan                   | Damsingel   | Permana (AUS) W 11-5, 11-3                  | Zhang (CHN) L 6-11, 8-11             | Gick inte vidare              | Gick inte vidare                    | Gick inte vidare                           | Gick inte vidare |
| Gail Emms Donna Kellogg        | Damdubbel   | Koon/Li (HKG) W 15-4, 15-4                  | Wei/Zhao (CHN) L 15-13, 7-15, 5-15   | Gick inte vidare              | Gick inte vidare                    | Gick inte vidare                           | Gick inte vidare |
| Ella Tripp Joanne Wright       | Damdubbel   | Boteva/Nedelcheva (BUL) W 17-15, 17-14      | Audina/Bruil (NED) L 7-15, 7-15      | Gick inte vidare              | Gick inte vidare                    | Gick inte vidare                           | Gick inte vidare |
| Robert Blair Natalie Munt      | Mixeddubbel | Ohtsuka/Yamamoto (JPN) W 13-15, 15-7, 15-13 | Widianto/Marissa (INA) L 8-15, 12-15 | Gick inte vidare              | Gick inte vidare                    | Gick inte vidare                           | Gick inte vidare |
| Nathan Robertson Gail Emms     | Mixeddubbel | BYE                                         | Siegemund/Pitro (GER) W 15-11, 15-4  | Chen/Zhao (CHN) W 15-8, 17-15 | Rasmussen/Olsen (DEN) W 15-6, 15-12 | Final Zhang/Gao (CHN) L 1-15, 15-12, 12-15 | 2                |

## Boxning
| Idrottare | Gren     | Sextondelsfinaler     | Åttondelsfinaler        | Kvartsfinaler        | Semifinaler           | Final                        | Final     |
| Idrottare | Gren     | Motståndare Resultat  | Motståndare Resultat    | Motståndare Resultat | Motståndare Resultat  | Motståndare Resultat         | Placering |
| --------- | -------- | --------------------- | ----------------------- | -------------------- | --------------------- | ---------------------------- | --------- |
| Amir Khan | Lättvikt | Kaperonis (GRE) W RSC | Stilianov (BUL) W 37-21 | Baik (KOR) W RSC     | Yeleuov (KAZ) W 40-26 | Final Kindelán (CUB) L 22-30 | 2         |

## Brottning
Herrarnas fristil
| Nate Ackerman | 74 kg | Pool 3 Gevorgyan (ARM) L 0-11 Laliyev (KAZ) L 0-11 | 3 | Gick inte vidare | Gick inte vidare | Gick inte vidare | Gick inte vidare |

## Bågskytte
Herrar
| Idrottare     | Gren         | Rankningsomgång | Rankningsomgång | 32-delsfinaler        | Sextondelsfinaler         | Åttondelsfinaler      | Kvartsfinaler        | Semifinaler              | Final                              | Final     |
| Idrottare     | Gren         | Poäng           | Seed            | Motståndare Resultat  | Motståndare Resultat      | Motståndare Resultat  | Motståndare Resultat | Motståndare Resultat     | Motståndare Resultat               | Placering |
| ------------- | ------------ | --------------- | --------------- | --------------------- | ------------------------- | --------------------- | -------------------- | ------------------------ | ---------------------------------- | --------- |
| Larry Godfrey | Individuellt | 650             | 31              | Orbay (TUR) W 157-155 | Petersson (SWE) W 163-162 | Ruban (UKR) W 167-162 | Chen (TPE) W 110-108 | Galiazzo (ITA) L 108-110 | Bronsmatch Cuddihy (AUS) L 112-113 | 4         |

Damer
| Idrottare                                    | Gren         | Rankningsomgång | Rankningsomgång | 32-delsfinaler           | Sextondelsfinaler        | Åttondelsfinaler      | Kvartsfinaler        | Semifinaler          | Final                           | Final            |
| Idrottare                                    | Gren         | Poäng           | Seed            | Motståndare Resultat     | Motståndare Resultat     | Motståndare Resultat  | Motståndare Resultat | Motståndare Resultat | Motståndare Resultat            | Placering        |
| -------------------------------------------- | ------------ | --------------- | --------------- | ------------------------ | ------------------------ | --------------------- | -------------------- | -------------------- | ------------------------------- | ---------------- |
| Naomi Folkard                                | Individuellt | 638             | 17              | Pilipova (KAZ) W 139-128 | Piuva (FIN) W 156-151    | Park (KOR) L 159-171  | Gick inte vidare     | Gick inte vidare     | Gick inte vidare                | Gick inte vidare |
| Helen Palmer                                 | Individuellt | 594             | 61              | He (CHN) L 130-141       | Gick inte vidare         | Gick inte vidare      | Gick inte vidare     | Gick inte vidare     | Gick inte vidare                | Gick inte vidare |
| Alison Williamson                            | Individuellt | 637             | 21              | Dykman (USA) W 147-121   | Kawauchi (JPN) W 154-150 | Zhang (CHN) W 165-161 | He (CHN) W 109-89    | Park (KOR) L 100-110 | Bronsmatch Yuan (TPE) W 105-104 | 3                |
| Naomi Folkard Helen Palmer Alison Williamson | Lagtävling   | 1869            | 12              | i.u.                     | i.u.                     | Indien L 228-230      | Gick inte vidare     | Gick inte vidare     | Gick inte vidare                | Gick inte vidare |

## Cykling

### Mountainbike
| Idrottare       | Gren                  | Tid     | Placering |
| --------------- | --------------------- | ------- | --------- |
| Oli Beckingsale | Herrarnas terränglopp | 2:23:15 | 17        |
| Liam Killeen    | Herrarnas terränglopp | 2:18:32 | 5         |

### Landsväg
Herrar
| Idrottare          | Gren                | Tid        | Placering |
| ------------------ | ------------------- | ---------- | --------- |
| Stuart Dangerfield | Herrarnas linjelopp | DNF        | x         |
| Roger Hammond      | Herrarnas linjelopp | 5:41:56    | 7         |
| Charles Wegelius   | Herrarnas linjelopp | DNF        | x         |
| Julian Winn        | Herrarnas linjelopp | DNF        | x         |
| Stuart Dangerfield | Herrarnas tempolopp | 1:00:03.72 | 28        |

Damer
| Idrottare      | Gren               | Tid      | Placering |
| -------------- | ------------------ | -------- | --------- |
| Nicole Cooke   | Damernas linjelopp | 3:25:03  | 5         |
| Rachel Heal    | Damernas linjelopp | 3:25:42  | 22        |
| Sara Symington | Damernas linjelopp | DNF      | x         |
| Nicole Cooke   | Damernas tempolopp | 33:45.22 | 19        |

### Bana
Keirin
| Ross Edgar                 | Herrarnas keirin  | Första omgången 5 Återkval 4   | Första omgången 5 Återkval 4   | Gick inte vidare   | Gick inte vidare   | Gick inte vidare | Gick inte vidare |
| Jamie Staff                | Herrarnas keirin  | Första omgången 3 Återkval 1 Q | Första omgången 3 Återkval 1 Q | Andra omgången REL | Andra omgången REL | 7-12-final DNS   | x                |
| Rob Hayles Bradley Wiggins | Herrarnas Madison | i.u.                           | i.u.                           | i.u.               | i.u.               | 12 poäng         | 3                |

Tempolopp
| Cyklist            | Gren                | Kval     | Kval      | Matchomgång | Matchomgång | Final      | Final     |
| Cyklist            | Gren                | Resultat | Placering | Resultat    | Placering   | Resultat   | Placering |
| ------------------ | ------------------- | -------- | --------- | ----------- | ----------- | ---------- | --------- |
| Victoria Pendleton | Damernas tempolopp  | i.u.     | i.u.      | i.u.        | i.u.        | 34.626     | 6         |
| Chris Hoy          | Herrarnas tempolopp | i.u.     | i.u.      | i.u.        | i.u.        | 1:00.711OR | 1         |
| Craig MacLean      | Herrarnas tempolopp | i.u.     | i.u.      | i.u.        | i.u.        | 1:02.369   | 7         |

Sprint
| Idrottare                           | Gren                   | Kval                    | Kval             | Första omgången                  | Återkval                         | Kvartsfinaler                    | Semifinaler                                                         | Final                                                                   | Final     |
| Idrottare                           | Gren                   | Tid Hastighet (km/h)    | Placering        | Motståndare Tid Hastighet (km/h) | Motståndare Tid Hastighet (km/h) | Motståndare Tid Hastighet (km/h) | Motståndare Tid Hastighet (km/h)                                    | Motståndare Tid Hastighet (km/h)                                        | Placering |
| ----------------------------------- | ---------------------- | ----------------------- | ---------------- | -------------------------------- | -------------------------------- | -------------------------------- | ------------------------------------------------------------------- | ----------------------------------------------------------------------- | --------- |
| Victoria Pendleton                  | Damernas sprint        | 11.646 61.823 km/h 10 Q | Abassova (RUS) L | Meinke (GER) Hijgenaar (NED) 3   | Gick inte vidare                 | Gick inte vidare                 | 9th-12th Classification Reed (USA) Hijgenaar (NED) Radanova (BUL) 1 | 9                                                                       |           |
| Ross Edgar                          | 10.381 69.357 km/h 3 Q | Forde (BAR) W           | BYE              | Zieliński (POL) L                | Ng (MAS) Eadie (AUS) 1 Q         | Bos (NED) L 0-2                  | Gick inte vidare                                                    | 5-8:e plats-klassificering Forde (BAR) Zieliński (POL) Bourgain (FRA) 1 | 5         |
| Chris Hoy Craig MacLean Jamie Staff | Herrarnas lagsprint    | 44.693                  | 7 Q              | 44.075                           | 5                                | Gick inte vidare                 | Gick inte vidare                                                    |                                                                         |           |

Poänglopp
| Chris Newton | Herrarnas poänglopp | i.u. | i.u. | i.u. | i.u. | DNF     | x  |
| Emma Davies  | Damernas poänglopp  | i.u. | i.u. | i.u. | i.u. | 4 poäng | 12 |

Förföljelse
| Idrottare                                              | Gren                     | Kval     | Kval      | Första omgången | Första omgången | Final              | Final            |
| Idrottare                                              | Gren                     | Tid      | Placering | Motståndare Tid | Placering       | Motståndare Tid    | Placering        |
| ------------------------------------------------------ | ------------------------ | -------- | --------- | --------------- | --------------- | ------------------ | ---------------- |
| Emma Davies                                            | Damernas förföljelse     | 3:35.609 | 7 Q       | Varvad          | 8               | Gick inte vidare   | Gick inte vidare |
| Rob Hayles                                             | Herrarnas förföljelse    | 4:17.930 | 4 Q       | 4:19.559        | 3               | Bronslopp 4:22.291 | 4                |
| Bradley Wiggins                                        | Herrarnas förföljelse    | 4:15.165 | 1 Q       | 4:17.215        | 1               | Final 4:16.304     | 1                |
| Steve Cummings Rob Hayles Paul Manning Bradley Wiggins | Herrarnas lagförföljelse | 4:03.985 | 2 Q       | 3:59.866        | 2               | Final 4:01.760     | 2                |

## Friidrott
Herrar
Bana, maraton och gång
| Idrottare                                                         | Gren               | Heat     | Heat      | Kvartsfinal      | Kvartsfinal      | Semifinal        | Semifinal        | Final            | Final            |
| Idrottare                                                         | Gren               | Resultat | Placering | Resultat         | Placering        | Resultat         | Placering        | Resultat         | Placering        |
| ----------------------------------------------------------------- | ------------------ | -------- | --------- | ---------------- | ---------------- | ---------------- | ---------------- | ---------------- | ---------------- |
| Darren Campbell                                                   | 100 meter          | 10.35    | 4         | Gick inte vidare | Gick inte vidare | Gick inte vidare | Gick inte vidare | Gick inte vidare | Gick inte vidare |
| Jason Gardener                                                    | 100 meter          | 10.15    | 2 Q       | 10.15            | 2 Q              | 10.12            | 5                | Gick inte vidare | Gick inte vidare |
| Mark Lewis-Francis                                                | 100 meter          | 10.13    | 1 Q       | 10.12            | 2 Q              | 10.28            | 5                | Gick inte vidare | Gick inte vidare |
| Darren Campbell                                                   | 200 meter          | 20.72    | 4 Q       | 20.59            | 4 q              | 20.89            | 8                | Gick inte vidare | Gick inte vidare |
| Chris Lambert                                                     | 200 meter          | DNF      | x         | Gick inte vidare | Gick inte vidare | Gick inte vidare | Gick inte vidare | Gick inte vidare | Gick inte vidare |
| Christian Malcolm                                                 | 200 meter          | 20.62    | 2 Q       | 20.56            | 5 q              | 20.77            | 7                | Gick inte vidare | Gick inte vidare |
| Timothy Benjamin                                                  | 400 meter          | 45.69    | 3 q       | i.u.             | i.u.             | 46.28            | 8                | Gick inte vidare | Gick inte vidare |
| Daniel Caines                                                     | 400 meter          | 46.15    | 4         | i.u.             | i.u.             | Gick inte vidare | Gick inte vidare | Gick inte vidare | Gick inte vidare |
| Malachi Davis                                                     | 400 meter          | 46.28    | 5         | i.u.             | i.u.             | Gick inte vidare | Gick inte vidare | Gick inte vidare | Gick inte vidare |
| Ricky Soos                                                        | 800 meter          | 1:45.70  | 2 Q       | i.u.             | i.u.             | 1:46.74          | 6                | Gick inte vidare | Gick inte vidare |
| Michael East                                                      | 1 500 meter        | 3:37.37  | 1 Q       | i.u.             | i.u.             | 3:36.46          | 6 q              | 3:36.33          | 6                |
| John Mayock                                                       | 5 000 meter        | 13:26.81 | 10        | i.u.             | i.u.             | i.u.             | i.u.             | Gick inte vidare | Gick inte vidare |
| Robert Newton                                                     | 110 meter häck     | 13.85    | 7         | Gick inte vidare | Gick inte vidare | Gick inte vidare | Gick inte vidare | Gick inte vidare | Gick inte vidare |
| Andy Turner                                                       | 110 meter häck     | 13.75    | 8         | Gick inte vidare | Gick inte vidare | Gick inte vidare | Gick inte vidare | Gick inte vidare | Gick inte vidare |
| Matthew Douglas                                                   | 400 meter häck     | 49.77    | 6         | i.u.             | i.u.             | Gick inte vidare | Gick inte vidare | Gick inte vidare | Gick inte vidare |
| Chris Rawlinson                                                   | 400 meter häck     | 48.94    | 3 Q       | i.u.             | i.u.             | 50.89            | 8                | Gick inte vidare | Gick inte vidare |
| Justin Chaston                                                    | 3 000 meter hinder | 8:28.35  | 5         | i.u.             | i.u.             | i.u.             | i.u.             | Gick inte vidare | Gick inte vidare |
| Jon Brown                                                         | Maraton            | i.u.     | i.u.      | i.u.             | i.u.             | i.u.             | i.u.             | 2:12.26          | 4                |
| Matthew O'Dowd                                                    | Maraton            | i.u.     | i.u.      | i.u.             | i.u.             | i.u.             | i.u.             | 2:22.37          | 50               |
| Dan Robinson                                                      | Maraton            | i.u.     | i.u.      | i.u.             | i.u.             | i.u.             | i.u.             | 2:17.53          | 23               |
| Jason Gardener Darren Campbell Marlon Devonish Mark Lewis-Francis | 4 x 100 meter      | 38.53    | 2 Q       | i.u.             | i.u.             | i.u.             | i.u.             | 38.07            | 1                |
| Timothy Benjamin Sean Baldock Malachi Davis Matthew Elias         | 4 x 400 meter      | 3:02.40  | 1 Q       | i.u.             | i.u.             | i.u.             | i.u.             | 3:01.07          | 5                |

Fältgrenar och tiokamp
| Idrottare       | Gren           | Kval     | Kval      | Final            | Final            |
| Idrottare       | Gren           | Resultat | Placering | Resultat         | Placering        |
| --------------- | -------------- | -------- | --------- | ---------------- | ---------------- |
| Nick Buckfield  | Stavhopp       | 5.60     | 21        | Gick inte vidare | Gick inte vidare |
| Chris Tomlinson | Längdhopp      | 8.23     | 3 Q       | 8.25             | 5                |
| Nathan Douglas  | Tresteg        | 16.84    | 13        | Gick inte vidare | Gick inte vidare |
| Phillips Idowu  | Tresteg        | 17.33    | 4 Q       | NM               | x                |
| Emeka Udechuku  | Diskuskastning | 58.41    | 24        | Gick inte vidare | Gick inte vidare |
| Steve Backley   | Spjutkastning  | 80.68    | 12 q      | 84.13            | 4                |
| Nick Nieland    | Spjutkastning  | 72.79    | 28        | Gick inte vidare | Gick inte vidare |

Herrar
Kombinerade grenar - Tiokamp
| Friidrottare | Gren     | 100 m | LJ   | SP    | HJ   | 400 m | 110H  | DT    | PV   | JT    | 1500 m  | Final | Placering |
| ------------ | -------- | ----- | ---- | ----- | ---- | ----- | ----- | ----- | ---- | ----- | ------- | ----- | --------- |
| Dean Macey   | Resultat | 10.89 | 7.47 | 15.73 | 2.15 | 48.97 | 14.56 | 48.34 | 4.40 | 58.46 | 4:25.42 | 8414  | 4         |
| Dean Macey   | Poäng    | 885   | 927  | 835   | 944  | 863   | 903   | 846   | 731  | 715   | 775     | 8414  | 4         |

Damer
Bana, maraton och gång
| Idrottare                                                                        | Gren           | Heat     | Heat      | Kvartsfinal | Kvartsfinal | Semifinal        | Semifinal        | Final            | Final            |
| Idrottare                                                                        | Gren           | Resultat | Placering | Resultat    | Placering   | Resultat         | Placering        | Resultat         | Placering        |
| -------------------------------------------------------------------------------- | -------------- | -------- | --------- | ----------- | ----------- | ---------------- | ---------------- | ---------------- | ---------------- |
| Abi Oyepitan                                                                     | 100 meter      | 11.23    | 2 Q       | 11.28       | 3 Q         | 11.18            | 5                | Gick inte vidare | Gick inte vidare |
| Joice Maduaka                                                                    | 200 meter      | 23.15    | 4 Q       | 23.30       | 5           | Gick inte vidare | Gick inte vidare | Gick inte vidare | Gick inte vidare |
| Abi Oyepitan                                                                     | 200 meter      | 22.50    | 2 Q       | 22.79       | 2 Q         | 22.56            | 2 Q              | 22.87            | =7               |
| Donna Fraser                                                                     | 400 meter      | 51.19    | 2 Q       | i.u.        | i.u.        | 51.94            | 7                | Gick inte vidare | Gick inte vidare |
| Lee McConnell                                                                    | 400 meter      | 51.19    | 2 Q       | i.u.        | i.u.        | 52.63            | 8                | Gick inte vidare | Gick inte vidare |
| Christine Ohuruogu                                                               | 400 meter      | 50.50    | 3 Q       | i.u.        | i.u.        | 51.00            | 4                | Gick inte vidare | Gick inte vidare |
| Joanne Fenn                                                                      | 800 meter      | 2:03.72  | 3 Q       | i.u.        | i.u.        | 2:00.60          | 5                | Gick inte vidare | Gick inte vidare |
| Kelly Holmes                                                                     | 800 meter      | 2:00.81  | 1 Q       | i.u.        | i.u.        | 1:57.98          | 1 Q              | 1:56.38          | 1                |
| Kelly Holmes                                                                     | 1 500 meter    | 4:05.58  | 2 Q       | i.u.        | i.u.        | 4:04.77          | 2 Q              | 3:57.90 NR       | 1                |
| Joanne Pavey                                                                     | 1 500 meter    | 4:12.50  | 13        | i.u.        | i.u.        | Gick inte vidare | Gick inte vidare | Gick inte vidare | Gick inte vidare |
| Hayley Tullett                                                                   | 1 500 meter    | 4:07.27  | 7 q       | i.u.        | i.u.        | 4:08.92          | 11               | Gick inte vidare | Gick inte vidare |
| Joanne Pavey                                                                     | 5 000 meter    | 14:55.45 | 3 Q       | i.u.        | i.u.        | i.u.             | i.u.             | 14:57.87         | 5                |
| Kathy Butler                                                                     | 10 000 meter   | i.u.     | i.u.      | i.u.        | i.u.        | i.u.             | i.u.             | 31:41.13         | 12               |
| Paula Radcliffe                                                                  | 10 000 meter   | i.u.     | i.u.      | i.u.        | i.u.        | i.u.             | i.u.             | DNF              | x                |
| Sarah Claxton                                                                    | 100 meter häck | 13.14    | 6         | i.u.        | i.u.        | Gick inte vidare | Gick inte vidare | Gick inte vidare | Gick inte vidare |
| Tracey Morris                                                                    | Maraton        | i.u.     | i.u.      | i.u.        | i.u.        | i.u.             | i.u.             | 2:41:00          | 29               |
| Paula Radcliffe                                                                  | Maraton        | i.u.     | i.u.      | i.u.        | i.u.        | i.u.             | i.u.             | DNF              | x                |
| Liz Yelling                                                                      | Maraton        | i.u.     | i.u.      | i.u.        | i.u.        | i.u.             | i.u.             | 2:40:13          | 25               |
| Christine Ohuruogu Catherine Murphy Helen Karagounis* Lee McConnell Donna Fraser | 4 x 400 meter  | 3:26.99  | 4 q       | i.u.        | i.u.        | i.u.             | i.u.             | 3:25.12          | 4                |

Fältgrenar och sjukamp
| Idrottare      | Gren           | Kval     | Kval      | Final            | Final            |
| Idrottare      | Gren           | Resultat | Placering | Resultat         | Placering        |
| -------------- | -------------- | -------- | --------- | ---------------- | ---------------- |
| Jade Johnson   | Längdhopp      | 6.71     | 6 Q       | 6.80             | 6                |
| Shelley Newman | Diskuskastning | 56.04    | 33        | Gick inte vidare | Gick inte vidare |
| Philippa Roles | Diskuskastning | 58.83    | 18        | Gick inte vidare | Gick inte vidare |
| Lorraine Shaw  | Släggkastning  | 64.79    | 30        | Gick inte vidare | Gick inte vidare |
| Shirley Webb   | Släggkastning  | 61.60    | 41        | Gick inte vidare | Gick inte vidare |
| Goldie Sayers  | Spjutkastning  | 59.11    | 20        | Gick inte vidare | Gick inte vidare |

Kombinerade grenar – Sjukamp
| Idrottare       | Gren     | 100H  | HJ   | SP    | 200 m | LJ   | JT    | 800 m           | Final           | Placering       |
| --------------- | -------- | ----- | ---- | ----- | ----- | ---- | ----- | --------------- | --------------- | --------------- |
| Denise Lewis    | Resultat | 13.40 | 1.73 | 15.33 | 25.42 | 5.89 | DNS   | Fullföljde inte | Fullföljde inte | Fullföljde inte |
| Denise Lewis    | Poäng    | 1065  | 891  | 883   | 849   | 816  | x     | Fullföljde inte | Fullföljde inte | Fullföljde inte |
| Kelly Sotherton | Resultat | 13.44 | 1.85 | 13.29 | 23.57 | 6.51 | 37.19 | 2:12.27         | 6424            | 3               |
| Kelly Sotherton | Poäng    | 1059  | 1041 | 747   | 1022  | 1010 | 613   | 932             | 6424            | 3               |

## Fäktning
Herrar
| Richard Kruse | Florett | BYE | Wang (CHN) W 15-11 | Kellner (USA) W 15-14 | Cassarà (ITA) L 8-15 | Gick inte vidare | Gick inte vidare | Gick inte vidare |

Damer
| Louise Bond-Williams | Sabel | i.u. | König (GER) W 15-13 | Nechayeva (RUS) L 12-15 | Gick inte vidare | Gick inte vidare | Gick inte vidare | Gick inte vidare |

## Gymnastik

### Artistisk
Damer
Mångkamp, lag
| Idrottare         | Kval    | Kval    | Kval    | Kval    | Kval    | Kval      | Final            | Final            | Final            | Final            | Final            | Final            |
| Idrottare         | Redskap | Redskap | Redskap | Redskap | Totalt  | Placering | Redskap          | Redskap          | Redskap          | Redskap          | Totalt           | Placering        |
| Idrottare         | V       | UB      | BB      | F       | Totalt  | Placering | V                | UB               | BB               | F                | Totalt           | Placering        |
| ----------------- | ------- | ------- | ------- | ------- | ------- | --------- | ---------------- | ---------------- | ---------------- | ---------------- | ---------------- | ---------------- |
| Cherrelle Fennell | 9.225   | 9.087   | i.u.    | 9.012   | i.u.    | i.u.      | Gick inte vidare | Gick inte vidare | Gick inte vidare | Gick inte vidare | Gick inte vidare | Gick inte vidare |
| Vanessa Hobbs     | 9.237   | 8.437   | 8.937   | 9.087   | 35.698  | 44        | Gick inte vidare | Gick inte vidare | Gick inte vidare | Gick inte vidare | Gick inte vidare | Gick inte vidare |
| Katy Lennon       | 9.237   | 8.850   | 9.025   | 9.125   | 36.237  | 28 Q      | 9.262            | 8.987            | 8.200            | 8.925            | 35.374           | 21               |
| Elizabeth Line    | i.u.    | i.u.    | 8.950   | i.u.    | i.u.    | i.u.      | Gick inte vidare | Gick inte vidare | Gick inte vidare | Gick inte vidare | Gick inte vidare | Gick inte vidare |
| Elisabeth Tweddle | 9.012   | 9.575   | 9.025   | 9.300   | 36.912  | 19 Q      | 8.987            | 9.562            | 7.800            | 9.412            | 35.761           | 19               |
| Nicola Willis     | 9.025   | 8.937   | 7.625   | 9.175   | 34.762  | 53        | Gick inte vidare | Gick inte vidare | Gick inte vidare | Gick inte vidare | Gick inte vidare | Gick inte vidare |
| Lagtotal          | 36.724  | 36.449  | 35.937  | 36.687  | 145.797 | 11        | Gick inte vidare | Gick inte vidare | Gick inte vidare | Gick inte vidare | Gick inte vidare | Gick inte vidare |

### Rytmisk
| Idrottare       | Gren         | Kval     | Kval   | Kval   | Kval   | Kval   | Kval      | Final            | Final            | Final            | Final            | Final            | Final            |
| Idrottare       | Gren         | Tunnband | Boll   | Käglor | Band   | Totalt | Placering | Tunnband         | Boll             | Käglor           | Band             | Totalt           | Placering        |
| --------------- | ------------ | -------- | ------ | ------ | ------ | ------ | --------- | ---------------- | ---------------- | ---------------- | ---------------- | ---------------- | ---------------- |
| Hannah McKibbin | Individuellt | 20.675   | 20.800 | 19.600 | 21.225 | 82.300 | 21        | Gick inte vidare | Gick inte vidare | Gick inte vidare | Gick inte vidare | Gick inte vidare | Gick inte vidare |

### Trampolin
| Kirsten Lawton | Damer  | 27.60 | 32.60 | 60.20 | 12  | Gick inte vidare | Gick inte vidare |
| Gary Smith     | Herrar | 27.20 | 40.00 | 67.20 | 7 Q | 40.00            | 7                |

## Judo
Herrar
| Idrottare      | Gren                    | Sextondelsfinal             | Åttondelsfinal               | Kvartsfinal                | Semifinal                   | Återkval             | Final                                 | Final            |
| Idrottare      | Gren                    | Motståndare Resultat        | Motståndare Resultat         | Motståndare Resultat       | Motståndare Resultat        | Motståndare Resultat | Motståndare Resultat                  | Placering        |
| -------------- | ----------------------- | --------------------------- | ---------------------------- | -------------------------- | --------------------------- | -------------------- | ------------------------------------- | ---------------- |
| Craig Fallon   | Extra lättvikt (-60 kg) | Fernandis (AUS) W 1000-0000 | Zintiridis (GRE) L 0110-1010 | Gick inte vidare           | Gick inte vidare            | Gick inte vidare     | Gick inte vidare                      | Gick inte vidare |
| Winston Gordon | Mellanvikt (-90 kg)     | Kelly (AUS) W 1100-0000     | Geraldino (DOM) W 1000-0001  | Honorato (BRA) W 0012-0010 | Zviadauri (GEO) L 0020-1000 | i.u.                 | Bronsmatch Huizinga (NED) L 0000-1001 | =5               |

Damer
| Idrottare          | Gren                     | Sextondelsfinal               | Åttondelsfinal               | Kvartsfinal                 | Semifinal            | Återkval                                                              | Final                | Final            |
| Idrottare          | Gren                     | Motståndare Resultat          | Motståndare Resultat         | Motståndare Resultat        | Motståndare Resultat | Motståndare Resultat                                                  | Motståndare Resultat | Placering        |
| ------------------ | ------------------------ | ----------------------------- | ---------------------------- | --------------------------- | -------------------- | --------------------------------------------------------------------- | -------------------- | ---------------- |
| Georgina Singleton | Halv lättvikt (-52 kg)   | Hukuda (BRA) W 1001-0000      | Velázquez (VEN) W 0010-0000  | Yokosawa (JPN) L 0000-1001  | Gick inte vidare     | Omgång 2 Ri (PRK) W 0011-0010 Omgång 3 Heylen (BEL) L 0000-0011       | Gick inte vidare     | Gick inte vidare |
| Sophie Cox         | Lättvikt (-57 kg)        | Nasaudrodro (FIJ) W 1010-0000 | Boukouvala (GRE) W 0001-0000 | Kye (PRK) L 0010-1010       | Gick inte vidare     | Omgång 2 Yukhareva (RUS) L 0000-1000                                  | Gick inte vidare     | Gick inte vidare |
| Sarah Clark        | Halv mellanvikt (-63 kg) | BYE                           | Heill (AUT) L 0001-1001      | Gick inte vidare            | Gick inte vidare     | Omgång 1 Rousey (USA) L 0001-1000                                     | Gick inte vidare     | Gick inte vidare |
| Kate Howey         | Mellanvikt (-70 kg)      | Salayeva (TKM) W 1011-0000    | Roberge (CAN) L 0001-0010    | Gick inte vidare            | Gick inte vidare     | Gick inte vidare                                                      | Gick inte vidare     | Gick inte vidare |
| Rachel Wilding     | Halv tungvikt (-78 kg)   | BYE                           | San Miguel (ESP) W 1011-0011 | Matrosova (UKR) L 0000-1000 | Gick inte vidare     | Omgång 2 Lee (KOR) L 0000-0001                                        | Gick inte vidare     | Gick inte vidare |
| Karina Bryant      | Tungvikt (+78 kg)        | Beltrán (CUB) L 0010-0030     | Gick inte vidare             | Gick inte vidare            | Gick inte vidare     | Omgång 1 Bvegadzi (CGO) W 1003-0000 Omgång 2 Blanco (VEN) L 0020-0111 | Gick inte vidare     | Gick inte vidare |

## Kanotsport
Slalom
| Helen Reeves             | Damernas K-1 slalom  | 213.63 | 3 Q | 108.90 | 5 Q | 109.87           | 218.77           | 3                |
| Stuart McIntosh          | Herrarnas C-1 slalom | 202.74 | 5 Q | 100.08 | 7 Q | 111.11           | 211.19           | 8                |
| Stuart Bowman Nick Smith | Herrarnas C-2 slalom | 213.41 | 2 Q | 114.02 | 9   | Gick inte vidare | Gick inte vidare | Gick inte vidare |
| Campbell Walsh           | Herrarnas K-1 slalom | 188.98 | 2 Q | 93.68  | 1 Q | 96.49            | 190.17           | 2                |

Sprint
| Kanotist                    | Gren                 | Heat     | Heat      | Semifinal | Semifinal | Final    | Final     |
| Kanotist                    | Gren                 | Tid      | Placering | Tid       | Placering | Tid      | Placering |
| --------------------------- | -------------------- | -------- | --------- | --------- | --------- | -------- | --------- |
| Lucy Hardy                  | Damernas K-1 500 m   | 1:54.518 | 4 QS      | 1:56.432  | 3 QF      | 1:53.717 | 7         |
| Ian Wynne                   | Herrarnas K-1 500 m  | 1:37.341 | 1 QS      | 1:38.911  | 1 QF      | 1:38.547 | 3         |
| Tim Brabants                | Herrarnas K-1 1000 m | 3:24.412 | 1 QF      | BYE       | BYE       | 3:30.552 | 5         |
| Ian Wynne Paul Darby-Dowman | Herrarnas K-2 1000 m | 3:10.819 | 2 QF      | BYE       | BYE       | 3:20.848 | 7         |

## Landhockey
Herrar
Coach: Jason Lee
| 1. Simon Mason (GK) 2. Jimi Lewis (GK) 3. Rob Moore 4. Craig Parnham 5. Niall Stott 6. Tom Bertram 7. Mark Pearn 8. Jimmy Wallis | 1. Brett Garrard 2. Ben Hawes 3. Danny Hall 4. Mike Johnson 5. Guy Fordham 6. Barry Middleton 7. Graham Dunlop 8. Graham Moodie |

Gruppspel
| Lag            | Pld | W | D | L | GF | GA | GD  | Pts |
| -------------- | --- | - | - | - | -- | -- | --- | --- |
| Spanien        | 5   | 3 | 2 | 0 | 14 | 3  | +11 | 11  |
| Tyskland       | 5   | 3 | 2 | 0 | 15 | 6  | +9  | 11  |
| Pakistan       | 5   | 3 | 0 | 2 | 19 | 8  | +11 | 9   |
| Sydkorea       | 5   | 2 | 2 | 1 | 17 | 8  | +9  | 8   |
| Storbritannien | 5   | 1 | 0 | 4 | 9  | 21 | −12 | 3   |
| Egypten        | 5   | 0 | 0 | 5 | 2  | 30 | −28 | 0   |

## Modern femkamp
| Idrottare        | Gren | Skytte   | Skytte | Fäktning | Fäktning | Simning  | Simning | Ridning | Ridning  | Löpning  | Löpning | Totalpoäng | Placering |
| Idrottare        | Gren | Resultat | Poäng  | Resultat | Poäng    | Resultat | Poäng   | Straff  | Poäng    | Resultat | Poäng   | Totalpoäng | Placering |
| ---------------- | ---- | -------- | ------ | -------- | -------- | -------- | ------- | ------- | -------- | -------- | ------- | ---------- | --------- |
| Kate Allenby     | 169  | 964      | 21-10  | 972      | 2:17,41  | 1272     | 196     | 1004    | 11:14,00 | 1024     | 5236    | 8          |           |
| Georgina Harland | 156  | 808      | 16-15  | 832      | 2:14,60  | 1308     | 56      | 1144    | 10:17,31 | 1252     | 5344    | 3          |           |

## Ridsport

### Dressyr
| Idrottare                                               | Häst             | Gren                 | Grand Prix | Grand Prix | Grand Prix Special | Grand Prix Special | Grand Prix Fristil | Grand Prix Fristil | Totalt           | Totalt           |
| Idrottare                                               | Häst             | Gren                 | Poäng      | Placering  | Poäng              | Placering          | Poäng              | Placering          | Poäng            | Placering        |
| ------------------------------------------------------- | ---------------- | -------------------- | ---------- | ---------- | ------------------ | ------------------ | ------------------ | ------------------ | ---------------- | ---------------- |
| Richard Davison                                         | Ballaseyr Royale | Individuell dressyr  | 68,542     | 21 Q       | 66,160             | 22                 | Gick inte vidare   | Gick inte vidare   | Gick inte vidare | Gick inte vidare |
| Carl Hester                                             | Escapado         | Individuell dressyr  | 70,667     | =12 Q      | 72,440             | 9 Q                | 71,575             | 14                 | 71,561           | 13               |
| Emma Hindle                                             | Wie Weltmeyer    | Individuell dressyr  | 67,500     | 25         | Gick inte vidare   | Gick inte vidare   | Gick inte vidare   | Gick inte vidare   | Gick inte vidare | Gick inte vidare |
| Nicola McGivern                                         | Active Walero    | Individuell dressyr  | 66,458     | 34         | Gick inte vidare   | Gick inte vidare   | Gick inte vidare   | Gick inte vidare   | Gick inte vidare | Gick inte vidare |
| Richard Davison Carl Hester Emma Hindle Nicola McGivern | Se ovan          | Lagtävling i dressyr | i.u.       | i.u.       | i.u.               | i.u.               | i.u.               | i.u.               | 68,903           | 7                |

### Fälttävlan
| Ryttare                                                                | Häst             | Gren                    | Dressyr | Dressyr   | Terräng | Terräng | Terräng   | Hoppning    | Hoppning    | Hoppning    | Hoppning         | Hoppning         | Hoppning         | Totalt           | Totalt           |
| Ryttare                                                                | Häst             | Gren                    | Dressyr | Dressyr   | Terräng | Terräng | Terräng   | Kval        | Kval        | Kval        | Final            | Final            | Final            | Totalt           | Totalt           |
| Ryttare                                                                | Häst             | Gren                    | Straff  | Placering | Straff  | Totalt  | Placering | Straff      | Totalt      | Placering   | Straff           | Totalt           | Placering        | Straff           | Placering        |
| ---------------------------------------------------------------------- | ---------------- | ----------------------- | ------- | --------- | ------- | ------- | --------- | ----------- | ----------- | ----------- | ---------------- | ---------------- | ---------------- | ---------------- | ---------------- |
| Jeanette Brakewell                                                     | Over To You      | Individuell fälttävlan  | 49,80 # | 28        | 4,00 #  | 53,80 # | 23        | 4,00        | 57,80 #     | 18          | Gick inte vidare | Gick inte vidare | Gick inte vidare | 57,80            | 18               |
| William Fox-Pitt                                                       | Tamarillo        | Individuell fälttävlan  | 38,60   | 6         | 0,00    | 38,60   | 5         | Drog sig ur | Drog sig ur | Drog sig ur | Gick inte vidare | Gick inte vidare | Gick inte vidare | Gick inte vidare | Gick inte vidare |
| Pippa Funnell                                                          | Primmore's Pride | Individuell fälttävlan  | 31,40   | 2         | 11,20 # | 42,60   | 8         | 0,00        | 42,60       | 3 Q         | 4,00             | 46,60            | 3                | 46,60            | 3                |
| Mary King                                                              | King Solomon III | Individuell fälttävlan  | 48,00 # | =24       | 0,00    | 48,00 # | 18        | 8,00 #      | 56,00       | 16 Q        | 18,00            | 74,00            | 20               | 74,00            | 20               |
| Leslie Law                                                             | Shear l'Eau      | Individuell fälttävlan  | 43,20   | 10        | 1,20    | 44,40   | 11        | 0,00        | 44,40       | 4 Q         | 0,00             | 44,40            | 1                |                  |                  |
| Jeanette Brakewell William Fox-Pitt Pippa Funnell Mary King Leslie Law | Se ovan          | Lagtävling i fälttävlan | 113,20  | 1         | 1,20    | 125,60  | =3        | 4,00        | 143,00      | 2           | i.u.             | i.u.             | i.u.             | 143,00           | 2                |

### Hoppning
| Ryttare      | Häst           | Gren                 | Kval     | Kval      | Kval     | Kval     | Kval      | Kval     | Kval     | Kval      | Final    | Final     | Final    | Final    | Final     | Totalt | Totalt    |
| Ryttare      | Häst           | Gren                 | Omgång 1 | Omgång 1  | Omgång 2 | Omgång 2 | Omgång 2  | Omgång 3 | Omgång 3 | Omgång 3  | Omgång A | Omgång A  | Omgång B | Omgång B | Omgång B  | Totalt | Totalt    |
| Ryttare      | Häst           | Gren                 | Straff   | Placering | Straff   | Totalt   | Placering | Straff   | Totalt   | Placering | Straff   | Placering | Straff   | Totalt   | Placering | Straff | Placering |
| ------------ | -------------- | -------------------- | -------- | --------- | -------- | -------- | --------- | -------- | -------- | --------- | -------- | --------- | -------- | -------- | --------- | ------ | --------- |
| Nick Skelton | Arko III       | Individuell hoppning | 1        | =11       | 5        | 6        | =13 Q     | 0        | 6        | 4 Q       | 0        | =1 Q      | 13       | 13       | =11       | 13     | =11       |
| Robert Smith | Mr Springfield | Individuell hoppning | 4        | =19       | 8        | 12       | =28 Q     | 9        | 21       | =33 Q     | 8        | =12 Q     | 4        | 12       | =5        | 12     | =5        |

## Rodd
Herrar
| Idrottare | Gren                        | Heat    | Heat      | Återkval | Återkval  | Semifinal        | Semifinal        | Final            | Final            | Final |
| Idrottare | Gren                        | Tid     | Placering | Tid      | Placering | Tid              | Placering        | Tid              | Placering        |       |
| --- | --------------------------- | ------- | --------- | -------- | --------- | ---------------- | ---------------- | ---------------- | ---------------- | ----- |
| Ian Lawson | Singelsculler               | 7:24,01 | 2 R       | 6:56,55  | 1 SA/B/C  | 6:57,55          | 3 FB             | 6:57,63          | 10               |       |
| Rick Dunn Toby Garbett | Tvåa utan styrman           | 6:58,95 | 3 SA/B    | BYE      | BYE       | 6:25,06          | 4 FB             | 6:22,04          | 7                |       |
| Matthew Langridge Matthew Wells | Dubbelsculler               | 6:48,13 | 2 SA/B    | BYE      | BYE       | 6:13,71          | 4 FB             | 6:14,40          | 7                |       |
| Ed Coode James Cracknell Matthew Pinsent Steve Williams                                                                                      | Fyra utan styrman           | 6:20,85 | 1 SA/B    | BYE      | BYE       | 5:50,44          | 1 FA             | 6:06,98          | 1                |       |
| Alan Campbell Simon Cottle Peter Gardner Peter Wells                                                                                         | Scullerfyra                 | 5:54,69 | 4 R       | 5:48,65  | 3 SA/B    | 5:48,52          | 6 FB             | 6:07,87          | 12               |       |
| Nick English Mike Hennessy Mark Hunter Tim Male                                                                                              | Lättvikts-fyra utan styrman | 6:05,57 | 4 R       | 5:58,80  | 4         | Gick inte vidare | Gick inte vidare | Gick inte vidare | Gick inte vidare |       |
| Robin Bourne-Taylor Christian Cormack (styrman) Jonno Devlin Dan Ouseley Phil Simmons Tom Stallard Andrew Triggs-Hodge Josh West Kieran West | Åtta med styrman            | 5:32,26 | 4 R       | 5:34,37  | 3 FB      | i.u.             | i.u.             | 5:53,31          | 9                |       |

Damer
| Idrottare                                                   | Gren                    | Heat    | Heat      | Återkval | Återkval  | Semifinal | Semifinal | Final   | Final     | Final |
| Idrottare                                                   | Gren                    | Tid     | Placering | Tid      | Placering | Tid       | Placering | Tid     | Placering |       |
| ----------------------------------------------------------- | ----------------------- | ------- | --------- | -------- | --------- | --------- | --------- | ------- | --------- | ----- |
| Cath Bishop Katherine Grainger                              | Tvåa utan styrman       | 7:34,66 | 2 R       | 7:06,75  | 1 FA      | i.u.      | i.u.      | 7:08,66 | 2         |       |
| Elise Laverick Sarah Winckless                              | Dubbelsculler           | 7:29,75 | 2 R       | 6:55,44  | 1 FA      | i.u.      | i.u.      | 7:07,58 | 3         |       |
| Helen Casey Tracy Langlands                                 | Lättvikts-dubbelsculler | 6:59,19 | 4 R       | 6:59,63  | 2 SA/B    | 6:59,23   | 5 FB      | 7:29,12 | 9         |       |
| Debbie Flood Frances Houghton Alison Mowbray Rebecca Romero | Scullerfyra             | 6:15,60 | 2 FA      | BYE      | BYE       | i.u.      | i.u.      | 6:31,26 | 2         |       |

## Segling
Herrar
| Seglare                        | Gren      | Lopp | Lopp | Lopp | Lopp | Lopp | Lopp | Lopp | Lopp | Lopp | Lopp | Lopp | Summerad poäng | Finalplacering |
| Seglare                        | Gren      | 1    | 2    | 3    | 4    | 5    | 6    | 7    | 8    | 9    | 10   | M*   | Summerad poäng | Finalplacering |
| ------------------------------ | --------- | ---- | ---- | ---- | ---- | ---- | ---- | ---- | ---- | ---- | ---- | ---- | -------------- | -------------- |
| Nick Dempsey                   | Mistral   | 2    | 11   | 15   | 10   | 2    | 9    | 1    | 10   | 1    | 6    | 1    | 53             | 3              |
| Ben Ainslie                    | Finnjolle | 9    | DSQ  | 1    | 1    | 4    | 1    | 2    | 3    | 2    | 1    | 14   | 38             | 1              |
| Jonathan Glanfield Nick Rogers | 470       | 2    | 3    | 9    | 4    | 17   | 5    | 2    | 3    | 10   | 19   | 22   | 74             | 2              |
| Steve Mitchell Iain Percy      | Starbåt   | 8    | 3    | 12   | 9    | 6    | 3    | 16   | 5    | 7    | 17   | 4    | 73             | 6              |

M = Medaljlopp; EL = Eliminerad – gick inte vidare till medaljloppet;
Damer
| Seglare                                  | Gren        | Lopp | Lopp | Lopp | Lopp | Lopp | Lopp | Lopp | Lopp | Lopp | Lopp | Lopp | Summerad poäng | Finalplacering |
| Seglare                                  | Gren        | 1    | 2    | 3    | 4    | 5    | 6    | 7    | 8    | 9    | 10   | M*   | Summerad poäng | Finalplacering |
| ---------------------------------------- | ----------- | ---- | ---- | ---- | ---- | ---- | ---- | ---- | ---- | ---- | ---- | ---- | -------------- | -------------- |
| Natasha Sturges                          | Mistral     | 16   | 10   | 3    | 9    | 9    | 14   | 12   | 11   | 15   | 11   | 9    | 103            | 9              |
| Laura Baldwin                            | Europajolle | 21   | 14   | 9    | 23   | 20   | 21   | 25   | 22   | 23   | 21   | 4    | 178            | 23             |
| Christina Bassadone Katherine Hopson     | 470         | 5    | 14   | 15   | 4    | 5    | 6    | 17   | RAF  | 2    | 16   | 7    | 91             | 7              |
| Sarah Ayton Shirley Robertson Sarah Webb | Yngling     | 5    | 4    | 1    | 1    | 4    | 3    | 4    | 6    | 3    | 8    | DNS  | 39             | 1              |

M = Medaljlopp; EL = Eliminerad – gick inte vidare till medaljloppet;
Öppen
| Seglare                      | Gren    | Lopp | Lopp | Lopp | Lopp | Lopp | Lopp | Lopp | Lopp | Lopp | Lopp | Lopp | Lopp | Lopp | Lopp | Lopp | Lopp | Summerad poäng | Finalplacering |
| Seglare                      | Gren    | 1    | 2    | 3    | 4    | 5    | 6    | 7    | 8    | 9    | 10   | 11   | 12   | 13   | 14   | 15   | M*   | Summerad poäng | Finalplacering |
| ---------------------------- | ------- | ---- | ---- | ---- | ---- | ---- | ---- | ---- | ---- | ---- | ---- | ---- | ---- | ---- | ---- | ---- | ---- | -------------- | -------------- |
| Paul Goodison                | Laser   | 13   | 3    | 28   | 5    | 11   | 7    | 1    | 9    | 8    | 7    | i.u. | i.u. | i.u. | i.u. | i.u. | 17   | 81             | 4              |
| Chris Draper Simon Hiscocks  | 49er    | 8    | 5    | 6    | 3    | 10   | 8    | 1    | 13   | 11   | 8    | 2    | 4    | 1    | 9    | 6    | 6    | 77             | 3              |
| Mark Bulkeley Leigh McMillan | Tornado | 8    | 14   | 17   | 12   | 7    | 14   | 8    | 3    | 16   | 15   | i.u. | i.u. | i.u. | i.u. | i.u. | 15   | 112            | 13             |

M = Medaljlopp; EL = Eliminerad – gick inte vidare till medaljloppet;

## Simhopp
Herrar
| Idrottare                    | Gren             | Kval   | Kval      | Semifinal | Semifinal | Final            | Final            |
| Idrottare                    | Gren             | Poäng  | Placering | Poäng     | Placering | Poäng            | Placering        |
| ---------------------------- | ---------------- | ------ | --------- | --------- | --------- | ---------------- | ---------------- |
| Tony Ally                    | 3 m              | 401,52 | 16 Q      | 617,13    | 15        | Gick inte vidare | Gick inte vidare |
| Mark Shipman                 | 3 m              | 396,90 | 18 Q      | 599,88    | 18        | Gick inte vidare | Gick inte vidare |
| Leon Taylor                  | 10 m             | 433,38 | 11 Q      | 628,47    | 9 Q       | 663,12           | 6                |
| Peter Waterfield             | 10 m             | 474,03 | 4 Q       | 654,54    | 6 Q       | 669,24           | 5                |
| Tony Ally Mark Shipman       | 3 m parhoppning  | i.u.   | i.u.      | i.u.      | i.u.      | 334,98           | 5                |
| Leon Taylor Peter Waterfield | 10 m parhoppning | i.u.   | i.u.      | i.u.      | i.u.      | 371,52           | 2                |

Damer
| Idrottare                | Gren            | Kval   | Kval      | Semifinal        | Semifinal        | Final            | Final            |
| Idrottare                | Gren            | Poäng  | Placering | Poäng            | Placering        | Poäng            | Placering        |
| ------------------------ | --------------- | ------ | --------- | ---------------- | ---------------- | ---------------- | ---------------- |
| Tracey Richardson        | 3 m             | 209,34 | 28        | Gick inte vidare | Gick inte vidare | Gick inte vidare | Gick inte vidare |
| Jane Smith               | 3 m             | 282,90 | 14 Q      | 483,75           | 15               | Gick inte vidare | Gick inte vidare |
| Tandi Gerrard Jane Smith | 3 m parhoppning | i.u.   | i.u.      | i.u.             | i.u.             | 302,25           | 4                |

## Taekwondo
| Idrottare        | Gren             | Åttondelsfinaler        | Kvartsfinaler        | Semifinaer           | Återkval             | Bronsmatch           | Final                | Final            |
| Idrottare        | Gren             | Motståndare Resultat    | Motståndare Resultat | Motståndare Resultat | Motståndare Resultat | Motståndare Resultat | Motståndare Resultat | Placering        |
| ---------------- | ---------------- | ----------------------- | -------------------- | -------------------- | -------------------- | -------------------- | -------------------- | ---------------- |
| Paul Green       | Herrarnas −58 kg | Rahadhani (INA) W 6–5   | Nguyen (VIE) L 2–4   | Gick inte vidare     | Gick inte vidare     | Gick inte vidare     | Gick inte vidare     | Gick inte vidare |
| Craig Brown      | Herrarnas −80 kg | Trenton (AUS) L 6–12    | Gick inte vidare     | Gick inte vidare     | Gick inte vidare     | Gick inte vidare     | Gick inte vidare     | Gick inte vidare |
| Sarah Bainbridge | Damernas −67 kg  | Sobers (NED) L 6–7      | Gick inte vidare     | Gick inte vidare     | Gick inte vidare     | Gick inte vidare     | Gick inte vidare     | Gick inte vidare |
| Sarah Stevenson  | Damernas +67 kg  | Carmona (VEN) L 8–8 SUP | Gick inte vidare     | Gick inte vidare     | Gick inte vidare     | Gick inte vidare     | Gick inte vidare     | Gick inte vidare |

## Tennis
| Spelare    | Gren       | Omgång 1               | Omgång 2          | Åttondelsfinaler  | Kvartsfinaler     | Semifinaler       | Final / BM        | Final / BM       |
| Spelare    | Gren       | Motståndare Poäng      | Motståndare Poäng | Motståndare Poäng | Motståndare Poäng | Motståndare Poäng | Motståndare Poäng | Placering        |
| ---------- | ---------- | ---------------------- | ----------------- | ----------------- | ----------------- | ----------------- | ----------------- | ---------------- |
| Tim Henman | Herrsingel | Novák (CZE) L 3–6, 3–6 | Gick inte vidare  | Gick inte vidare  | Gick inte vidare  | Gick inte vidare  | Gick inte vidare  | Gick inte vidare |

## Triathlon
| Triathlet       | Gren                | Simning (1,5 km) | Trans 1 | Cykling (40 km) | Trans 2 | Löpning (10 km) | Total tid  | Placering |
| --------------- | ------------------- | ---------------- | ------- | --------------- | ------- | --------------- | ---------- | --------- |
| Tim Don         | Herrarnas triathlon | 18:07            | 0:18    | 1:01:40         | 0:20    | 34:55           | 1:54:42,13 | 18        |
| Marc Jenkins    | Herrarnas triathlon | 18:15            | 0:22    | 1:08:51         | 0:24    | 38:27           | 2:05:33,60 | 45        |
| Andrew Johns    | Herrarnas triathlon | 18:11            | 0:20    | 1:00:53         | 0:20    | 35:11           | 1:54:15,87 | 16        |
| Julie Dibens    | Damernas triathlon  | 19:21            | 0:20    | 1:11:08         | 0:26    | 41:17           | 2:11:46,01 | 30        |
| Michelle Dillon | Damernas triathlon  | 20:37            | 0:21    | 1:09:50         | 0:25    | 35:33           | 2:06:00,77 | 6         |
| Jodie Swallow   | Damernas triathlon  | 18:58            | 0:20    | 1:14:05         | 0:26    | 42:03           | 2:15:06,78 | 34        |